# 曼徹斯特大學圖書館
曼徹斯特大學圖書館是英國曼徹斯特大學的圖書館系統。主圖書館位於曼徹斯特大學的牛津路校區，入口處在伯靈頓街。此外還有其他十個圖書館分館，其中八個分布在大學校園內，另外兩個分別是位於丁斯蓋特的約翰·萊蘭茲圖書館，以及位於曼徹斯特中央圖書館內的艾哈邁德·伊克巴爾·烏拉種族關係資源中心。
1851年，歐文斯學院圖書館在曼徹斯特碼頭街（Quay Street）的科布登樓（Cobden House）成立。1904年，該圖書館改名為曼徹斯特大學圖書館（Manchester University Library），由曼徹斯特維多利亞大學營運。1972年7月，該圖書館與約翰·瑞蘭茲圖書館合併，成為曼徹斯特約翰·瑞蘭茲大學圖書館（JRULM）。
2004年10月1日，曼徹斯特維多利亞大學圖書館與焦耳圖書館（Joule Library，隸屬於曼徹斯特科技大學）合併，成立約翰·瑞蘭茲大學圖書館（JRUL）。焦耳圖書館的前身是曼徹斯特機械學院圖書館（成立於1824年），後成為曼徹斯特科學大學的圖書館。該學院的首批行動之一便是在曼徹斯特國王街設立圖書館並聘請專職圖書館員。2012年夏季，該圖書館更名為曼徹斯特大學圖書館。

## 歷史
現在的大學圖書館成立於1972年7月，由曼徹斯特維多利亞大學圖書館和約翰·萊蘭茲圖書館兩座圖書館合併而成。2004年10月1日，在曼彻斯特科技大學與曼徹斯特維多利亞大學合併之後，其圖書館也加入曼徹斯特大學圖書館。主圖書館位於曼徹斯特大學的牛津路校區。曼徹斯特大學圖書館是英國的五個國家研究圖書館之一，也是英格蘭北部唯一的國家研究圖書館。

## 外部連結
- The University of Manchester （页面存档备份，存于）
- The University of Manchester Library
- The John Rylands Library (The University of Manchester Library's Special Collections Division

53°27′52″N 2°14′08″W / 53.46444°N 2.23556°W